# Геньон (футбольний клуб)
«Геньон» (фр. FC Gueugnon) — французький футбольний клуб з однойменного міста, заснований 1940 року. Перший клуб із другого дивізіону, що виграв Кубок французької ліги.

## Історія
Клуб був заснований в 1940 році. У 1947 році він домігся свого першого успіху, завоювавши титул французького чемпіона серед аматорів, повторивши це досягнення у 1952 році. У сезоні 1970/71 клуб вперше вийшов до другого за рівнем дивізіону країни, де став стабільно виступати протягом тривалого часу.
У 1974 році клуб дістався до плей-оф за право виходу до Дивізіону 1, але програв у ньому «Руану». У сезоні 1978/79 клуб виграв Дивізіон 2, але не отримав місця в елітному дивізіоні через відсутність професіонального статусу.
Лише в липні 1987 року клуб ухвалив рішення отримати професіональний статус, що дозволило команді покращити свої результати. У 1991 році клуб вперше  вийшов у півфінал Кубка Франції, де поступився «Монако», а 1995 року перший і єдиний раз вийшов до Ліги 1, але зайнявши 18 місце із 20 відразу покинув еліту.
У 2000 році клуб дійшов до чвертьфіналу Кубка Франції, поступившись у ньому «Нанту» по пенальті, і того ж року став першим серед клубів Ліги 2, що виграв Кубок французької ліги, обігравши у фіналі ПСЖ на «Стад-де-Франс». Цей результат дозволив команді дебютувати у єврокубках, зігравши у Кубку УЄФА 2000/01, де команда вже в першому раунді вилетіла від грецького «Іракліса» (0:0, 0:1).
Надалі фінансова ситуація в клубі погіршувалась і у серпні 2009 року рада директорів клубу вирішила продати клуб, який був у слабкому фінансовому стані та грав у французькому третьому дивізіоні, колишньому «збірнику» Тоні Верелю, який став головним інвестором клубу, паралельно виступаючи за цю команду. Втім футболісту не вдалось покращити фінансову ситуацію в клубі і у квітні 2011 року «Геньон» втратив професіональний статус і став виступати в аматорському чемпіонаті Бургундії.

## Стадіон

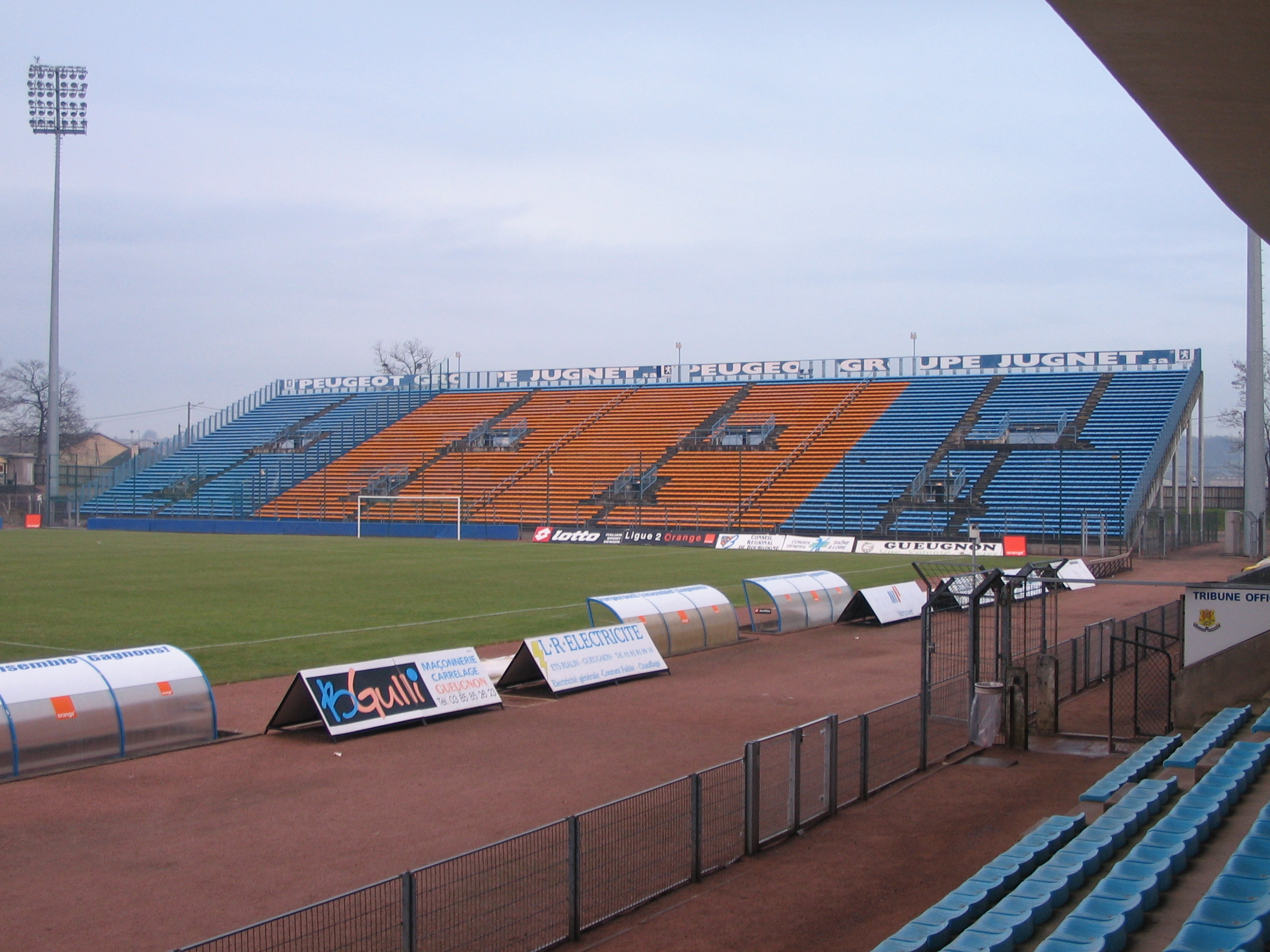
Стадіон «Жан Лявіль».

Стадіон клубу називається «Жан Лявіль» (фр. Jean Laville). Названий на честь героя Першої світової війни, державного і громадського французького діяча. Відкритий в 1919 році, рекорд відвідуваності був встановлений 9 травня 1979 року, коли 16 876 глядачів відвідали матч рідної команди із «Страсбуром» у чвертьфіналі кубка Франції з футболу. Останній раз «Стад Жан Лявиль» реконструювався в 2007 році і на цей час вміщає 13 800 місць.

## Досягнення
Кубок французької ліги
- Переможець (1): 2000

Ліга 2
- Переможець (1): 1978/79

Аматорський чемпіонат Франції
- Чемпіон (2): 1947, 1952

## Відомі гравці
- Надір Бельхадж
- Маджид Бугерра
- Мансур Бутабут
- Абдерауф Зарабі
- Емануель Імору
- Амара Траоре
- Алі Бумніжель
- Сільвен Дістен
- Франк Жюр'єтті
- Ален Кавелья
- Алі Сіссоко
- Робер Мальм